# One Small Step
One Small Step é uma animação chinesa dirigida por Andrew Chesworth e Bobby Pontillas, que retrata o sonho de Luna, personagem principal, se tornar uma astronauta. Como reconhecimento, foi nomeada ao Óscar 2019 na categoria de Melhor Curta-metragem de Animação.